# Tore Levring
Carl Tore Christian Levring, född 21 februari 1913 i Lund, död 30 januari 1982 i Gällstads församling, var en svensk botaniker.
Tore Levring var son till frisörmästaren Carl Julius Levring. Han avlade studentexamen i Lund 1931 och studerade därefter vid Lunds universitet där han blev filosofie magister 1936, filosofie licentiat 1938 samt filosofie doktor och docent i botanik 1940. Åren 1932–1941 var han först amanuens och därefter assistent vid botaniska institutionen i Lund. Från 1942 var han som laborator i växtfysiologi vid Göteborgs högskola ledare för undervisningen i växtfysiologi och växtanatomi vid den botaniska institutionen. År 1969 blev han biträdande professor och 1950 ledamot av Kungliga Vetenskaps- och Vitterhets-Samhället i Göteborg. Levring företog vidsträckta studieresor i Skandinavien, Tyskland och Medelhavsländerna. Sin forskning ägnade han främst åt havsalgernas systematik, biologi och fysiologi. Bland hans arbeten märks doktorsavhandlingen Studien über die Algenvegetation von Blekinge, Südschweden (1940) samt en mängd arbeten om alger, fräst vid Sveriges västkust men också i Norge, Medelhavet, vid Sydafrika och Juan Fernández-öarna och i Ostindien med flera platser. Därutöver skrev han om planktonproduktion och algernas fotosyntes samt publicerade cellfysiologiska studier över jästsvampar.
Levring gifte sig 1943 med Elsa Varenius (1912–2003), dotter till professor Otto Varenius. Tore Levring gifte sig 1952 med Kerstin Cruickshank Felix (1913–1998), skilsmässa i båda äktenskapen.